# Mecca-Cola
Mecca-Cola ist eine Cola-Marke, die von französischen Muslimen ins Leben gerufen wurde, um allen Sympathisanten die Möglichkeit zu geben, Cola zu trinken, ohne einen US-amerikanischen Konzern zu unterstützen. Dadurch soll nach dem Willen der Initiatoren der Kampf gegen die negativen Auswirkungen der Globalisierung unterstützt werden und gegen die „Unterdrückung“ der arabischen Länder durch die USA gekämpft werden. Das Etikett der Flaschen ist dabei bewusst im Stil der amerikanischen Konkurrenz gehalten (rot mit weißem Schriftzug), um die Aussage zu unterstreichen.
Als Erfinder von Mecca-Cola gilt Tawfik Mathlouthi, ein Franzose tunesischer Herkunft. Wörtlich will Mecca-Cola gegen die „Idiotisierung“ durch das Trinken von Coca-Cola (der Slogan: Ne buvez plus idiot, buvez engagé, zu deutsch Trinken Sie nicht mehr dumm, trinken Sie engagiert!) und für ein freies Palästina kämpfen. Dabei gehen, nach Angaben der Firma, 10 % des Erlöses an palästinensische Kinder und weitere 10 % an gemeinnützige Organisationen vor Ort. Mecca-Cola bezeichnet Handlungen der israelischen Regierung als „zionistisch-faschistisch“ und verurteilt diese hart.
In Deutschland wurde Mecca-Cola bis 2003 in einer Partnerschaft vertrieben, kurz darauf wurde die "Mecca-Cola Deutschland" mit Sitz in Mainz gegründet. 2009 erfolgte die Liquidation der Gesellschaft, 2022 die Löschung.
Nicht zuletzt aufgrund ihres Namens, der sich natürlich bewusst an Mekka, der heiligsten Stätte des Islam, anlehnt, konnte sich Mecca-Cola erfolgreich in großen Teilen der arabischen Welt etablieren. Mecca-Cola Classic ist beispielsweise seit 2002 in den Palästinensischen Autonomiegebieten erhältlich. Besonders im Zuge des Irakkrieges hat Mecca-Cola auch in Europa, besonders in Frankreich, an Popularität gewonnen. Allerdings geriet das Produkt dabei auch gelegentlich in die Kritik, da manche islamische Geistliche es als Beleidigung ihres Glaubens auffassen, dass der Name Mekkas als Mittel der Werbung „missbraucht“ wird. Der Name „Mecca“ soll laut dem Erfinder allerdings auch an den gleichnamigen früheren Eingeborenen-Stamm aus den USA erinnern.